# Sada Jacobson
Sada Molly Jacobson-Bâby (* 14. Februar 1983 in Rochester, Minnesota) ist eine US-amerikanische Fechterin.
Jacobson wuchs in einer Familie von Säbelfechtern auf. Ihr Vater David Jacobson war 1974 Mitglied der US-amerikanischen Fechtnationalmannschaft. Ihre jüngere Schwester Emily ist zweifache Juniorenweltmeisterin. 
Sada Jacobson begann selbst erst im Alter von 15 Jahren mit dem Fechtsport. Ihr Trainer Arkady Burdan, der 1989 aus der Sowjetunion floh, führte sie jedoch schnell an die Weltspitze.
Bei ihrer ersten Weltmeisterschaft 2000 in Budapest trug sie zum Titelgewinn der US-amerikanischen Nationalmannschaft bei. In der Einzelkonkurrenz startete Jacobson erstmals 2001 bei den Weltmeisterschaften in Nîmes und wurde auf Anhieb Zwölfte. 2002 errang sie bei den Weltmeisterschaften in Lissabon bereits den fünften Platz. Diesen Rang erreichte sie auch im Folgejahr bei den Weltmeisterschaften in Havanna.
2003 rückte Jacobson nach dem Gewinn einer Weltcup-Veranstaltung in New York auf Platz 1 der FIE-Weltrangliste vor. Dies hatte zuvor noch keine US-amerikanische Fechterin erreicht.
2004 qualifizierte sich Jacobson für die Olympischen Sommerspiele in Athen. In der Einzelkonkurrenz gewann sie am 17. August 2004 eine Bronzemedaille. Im Gefecht um Platz 3 siegte sie gegen die Rumänin Cătălina Gheorghițoaia mit 15:7. Zuvor war Jacobson im Halbfinale knapp mit 12:15 der späteren Silbermedaillengewinnerin Tan Xue unterlegen.    
Jacobson studierte derzeit an der Yale University. Zur Vorbereitung auf die Olympischen Spiele unterbrach sie ihr Studium für drei Semester.
2008 nahm sie erneut an den Olympischen Spielen teil und gewann in Peking eine Silber- und eine Bronzemedaille.